# Endrosa kuhlweini
Endrosa kuhlweini là một loài bướm đêm thuộc phân họ Arctiinae, họ Erebidae.